# Mieczysław Różański
Mieczysław Różański (ur. 14 grudnia 1967 w Tomaszowie Mazowieckim) – polski duchowny rzymskokatolicki, historyk, doktor habilitowany nauk humanistycznych, profesor nadzwyczajny Uniwersytetu Warmińsko-Mazurskiego, w latach 2018–2019 dziekan Wydziału Prawa i Administracji Uniwersytetu Warmińsko-Mazurskiego.

## Życiorys
Święcenia kapłańskie przyjął 12 czerwca 1993. W 1999 uzyskał w Katolickim Uniwersytecie Lubelskim Jana Pawła II stopień naukowy doktora nauk teologicznych na podstawie rozprawy pt. Szkolnictwo parafialne w archidiakonacie uniejowskim w latach 1512-1773. Stopień doktora habilitowanego nauk humanistycznych w zakresie historii uzyskał w 2011 w Uniwersytecie Papieskim Jana Pawła II w Krakowie na podstawie dorobku naukowego i rozprawy pt. Duchowieństwo archidiakonatu uniejowskiego w XVIII wieku. Studium prozopograficzne.
Został pracownikiem Katedry Prawa Kanonicznego i Wyznaniowego Wydziału Prawa i Administracji Uniwersytetu Warmińsko-Mazurskiego. Od października 2018 do września 2019 był dziekanem tego Wydziału. Jego następcą na tym stanowisku został Jarosław Dobkowski.
Należy do Polskiego Towarzystwa Prawa Wyznaniowego.
Został zastępcą dyrektora Archiwum Archidiecezjalnego w Łodzi.

## Wybrane publikacje
- Biskup Józef Rozwadowski 1909-1996, Łódź: Archidiecezjalne Wydawnictwo Łódzkie, 2005.
- Dowodzenie w procesach cywilnych, gospodarczych i administracyjnych, (red. nauk.), Olsztyn: Uniwersytet Warmińsko-Mazurski, 2014.
- Duchowieństwo parafialne archidiakonatu uniejowskiego w XVIII wieku. Studium prozopograficzne, Łódź: Archidiecezjalne Wydawnictwo Łódzkie, 2010.
- Jan Paweł II w Łodzi. W dwudziestą rocznicę wizyty, Łódź: Instytut Pamięci Narodowej - Komisja Ścigania Zbrodni przeciwko Narodowi Polskiemu, 2007.
- Kapłan, historyk, pedagog. Księga pamiątkowa ks. infułata dra Stanisława Grada z okazji 70-lecia urodzin, Łódź: Archidiecezjalne Wydawnictwo Łódzkie, 2011.
- Rodzina w prawie. Księga pamiątkowa dedykowana ks. prof. dr. hab. Ryszardowi Sztychmilerowi, (red. nauk.) Olsztyn: Uniwersytet Warmińsko-Mazurski, 2013.
- Szkoły parafialne w XVI-XVIII wieku w archidiakonacie uniejowskim, Łódź: Arichidiecezjalne Wydawnictwo Łódzkie, 2003[9].